# Haut-Valromey
Haut-Valromey é uma comuna francesa na região administrativa de Auvérnia-Ródano-Alpes, no departamento de Maine-et-Loire. Estende-se por uma área de 107,85 km². Em 2010 a comuna tinha 665 habitantes (densidade: 6,2 hab./km²).
A municipalidade foi estabelecida em 1 de janeiro de 2016 e consiste na fusão das antigas comunas de Hotonnes, Le Grand-Abergement, Le Petit-Abergement e Songieu.